# Trop de bonheur (film)
Cet article concerne le film. Pour la bande dessinée, voir Trop de bonheur.
Pour plus de détails, voir Fiche technique et Distribution.
Trop de bonheur est un film français réalisé par Cédric Kahn, sorti en 1994. Prix Jean-Vigo 1994. Il s'agit de la version longue du téléfilm Bonheur faisant partie de la collection commandée par Arte Tous les garçons et les filles de leur âge.

## Fiche technique
- Titre : Trop de bonheur
- Réalisation : Cédric Kahn
- Scénario : Cédric Kahn et Ismaël Ferroukhi
- Production : Georges Benayoun et Paul Rosenberg
- Pays d'origine :  France
- Format : couleurs
- Genre : comédie dramatique
- Durée : 85 minutes
- Date de sortie : 22 juin 1994

## Distribution
- Estelle Perron : Valérie
- Malek Bechar : Kamel
- Didier Borga : Didier
- Caroline Ducey (créditée sous son vrai nom de Caroline Trousselard) : Mathilde

## Production

### Projet et scénario
Ce film est la version longue d'un téléfilm de la série Tous les garçons et les filles de leur âge commanditée par Arte, dans laquelle on trouve aussi les versions téléfilm de L'Eau froide d'Olivier Assayas et de Les Roseaux sauvages d'André Téchiné. Le titre de la version courte est Bonheur. 
Lorsque Arte propose ce projet à Cédric Kahn, il est à l'époque en situation d'échecs commercial, cela même si son premier film, Bar des rails a été favorablement accueilli par la critique. Pierre Chevalier, directeur de la fiction de la chaîne, estime qu'il est d'autant plus facile de travailler un réalisateur comme lui qu'Arte est presque seule à vouloir le faire. 
Cédric Kahn commence néanmoins par refuser l'offre qui lui est faite. Il trouve la contrainte de faire un film avec des jeunes trop proche de son premier film, Bar des rails, qui parlait déjà d'adolescents. Il se décide finalement parce qu'il regrette qu'il y ait peu de personnages féminins dans Bar des rails et qu'il a l'idée d'un argument (« deux filles et deux garçons, les deux filles aiment le même garçon, les deux garçons aiment la même fille ») qui lui permet d'évoquer une plus grande variété de sentiments et d'émotions que son film précédent. 
Cédric Kahn souhaite en réalisant Trop de bonheur faire un film « contre Bar des rails », sa première œuvre, « avec l'impératif absolu de ne pas souffrir. » Il précise aussi que le fait de devoir écrire et tourner rapidement l'a délivré de « l'angoisse du deuxième film. » Délivré de l'obligation de se lancer dans une recherche de financement avec un scénario déjà écrit, ce système de production rapide offert par Arte lui permet de tenter plus de choses, sans la pression qu'il peut y avoir sur un film plus cher
Le réalisateur et son coscénariste, Ismaël Ferroukhi, étant tous deux originaires de la Drôme, ils ont envie de situer l'action dans le sud de la France. Ils souhaitent beaucoup de soleil car cet astre « exacerbe les désirs de ces adolescents. » Le film doit aussi se dérouler dans une petite ville afin de crédibiliser les rencontres des personnages. 
Le réalisateur considère que le titre Trop de bonheur est ambigu. Puisqu'il devait couper une partie du film pour la version courte, il a aussi ôté « toute l'ambiguïté du titre. »

### Casting
La recherche des acteurs de ce film se fait à Marseille car il s'agit d'une grande ville avec une forte population jeune. Cédric Kahn a voulu un « casting sauvage », sans chercher des jeunes qui suivent des cours de théâtre et en restant éloigné des lycées car ce n'était pas ce type de jeunes recherché par le réalisateur : « l'idée était de trouver des adolescents que l'on ne voit jamais au cinéma, pas seulement parce qu'on ne les filme pas, mais parce que le cinéma ne fait pas partie de leur vie, qu'ils n'y vont jamais. » Il trouve donc ses comédiens « à droite, à gauche, dans la rue, dans des bars. » Deux des acteurs, contactés pour leur « gueule » qui étaient proches des visages que Cédric Kahn imaginait pour les personnages, travaillaient à Marseille et n'auraient jamais eu l'idée de se présenter à un casting. La seule actrice de la distribution à avoir fait un peu de théâtre auparavant est Caroline Trousselart (qui fera par la suite carrière sous le pseudonyme de Caroline Ducey). Elle se sent un peu moins naturelle que les autres. Ce n'est néanmoins pas une gêne pour le réalisateur car le personnage qu'elle incarne dans Bonheur est justement un peu décalé par rapport au reste des personnages du film, plus « bourgeois. »

### Tournage
Puisque les acteurs étaient de Marseille le tournage s'est fait à proximité afin de limiter les déplacements des comédiens et le choix s'est finalement porté sur les environs d'Apt.
Le film a été tourné en trois semaines, avec uniquement des comédiens amateurs dont Cédric Kahn a loué la forte implication sur le projet. Il considère que toute la fabrication du film, de l'écriture  au montage, s'est déroulée de manière très agréable.
Les jeunes acteurs non professionnels s'avèrent  ponctuels, ne se plaignent jamais et sont animés d'une véritable envie de jouer. Le réalisateur s'étonne même de la capacité qu'ont les adolescents de s'adapter à un tournage avec professionnalisme et de leur don de savoir instinctivement jouer et faire évoluer une scène. Il déclare à la sortie du film que si tous ses acteurs ont envie de continuer à jouer, il sait que tous ne le pourront pas et qu'il se sent une certaine responsabilité vis-à-vis de cela
Le réalisateur estimait en 2001 qu'il s'agissait de son film le plus abouti, cela même si l'histoire en est très simple.